# A kripton izotópjai
A kriptonnak (Kr) 33 izotópja ismert, ezek atomtömege 69–101 közé esik. A természetben megtalálható kripton hat stabil izotópból – melyek közül kettő elméletileg nagyon kis mértékben radioaktív lehet –, valamint a kozmikus sugárzás hatására a légkörben keletkező nyomnyi mennyiségű radioizotópból áll.
A radioaktív kripton-81 – néhány más kriptonizotóppal együtt – a légkört elérő kozmikus sugárzás által kiváltott reakciók hatására keletkezik. Felezési ideje mintegy 229 000 év, felhasználják régi (50 000–800 000 éves) rétegvizek korának meghatározására.
A kripton-85 felezési ideje mintegy 10,75 év. Ez az izotóp uránból és plutóniumból keletkezik az atomfegyverekben és nukleáris reaktorokban végbemenő maghasadás során, valamint kozmikus sugárzás hatására is termelődik. Az 1963-as nemzetközi atomcsendegyezmény egyik fontos célja az ilyen radioizotópok légkörbe kerülésének megakadályozása volt, így 1963-óta a kripton-85 jó része már elbomlott. Ugyanakkor az elkerülhetetlen, hogy az atomreaktorok fűtőelemeinek újrafeldolgozása során a kripton-85 a légkörbe távozzon.
A légkör kripton-85 koncentrációja az Északi-sark körül mintegy 30%-kal magasabb, mint a Déli-sarkon található Amundsen–Scott-állomáson mérhető, mivel a Föld csaknem minden atomreaktora és minden fontosabb nukleáris újrafeldolgozó üzeme az északi félgömbön található, jóval az Egyenlítőtől északra. 
Pontosabban a jelentős kapacitású nukleáris újrafeldolgozók az Amerikai Egyesült Államokban, Nagy-Britanniában,
Franciaországban, Oroszországban, Kínában, Japánban, Indiában és Pakisztánban találhatók.
A kripton többi radioizotópjának felezési ideje egy napnál rövidebb, kivéve a kripton-79-et, melynek 35,0 óra. Ez az izotóp pozitronkibocsátással bomlik, így belőle bróm keletkezik.

## Táblázat
| nuklid jele | Z(p)                | N(n)                | izotóptömeg (u)     | felezési idő              | bomlási mód(ok)  | leány- izotóp(ok)                               | magspin    | jellemző izotóp- összetétel (móltört) | természetes ingadozás (móltört) |
| nuklid jele | gerjesztési energia | gerjesztési energia | gerjesztési energia | felezési idő              | bomlási mód(ok)  | leány- izotóp(ok)                               | magspin    | jellemző izotóp- összetétel (móltört) | természetes ingadozás (móltört) |
| ----------- | ------------------- | ------------------- | ------------------- | ------------------------- | ---------------- | ----------------------------------------------- | ---------- | ------------------------------------- | ------------------------------- |
| 69Kr        | 36                  | 33                  | 68,96518(43)#       | 32(10) ms                 | β+               | 69Br                                            | 5/2−#      |                                       |                                 |
| 70Kr        | 36                  | 34                  | 69,95526(41)#       | 52(17) ms                 | β+               | 70Br                                            | 0+         |                                       |                                 |
| 71Kr        | 36                  | 35                  | 70,94963(70)        | 100(3) ms                 | β+ (94,8%)       | 71Br                                            | (5/2)−     |                                       |                                 |
| 71Kr        | 36                  | 35                  | 70,94963(70)        | 100(3) ms                 | β+, p (5,2%)     | 70Se                                            | (5/2)−     |                                       |                                 |
| 72Kr        | 36                  | 36                  | 71,942092(9)        | 17,16(18) s               | β+               | 72Br                                            | 0+         |                                       |                                 |
| 73Kr        | 36                  | 37                  | 72,939289(7)        | 28,6(6) s                 | β+ (99,32%)      | 73Br                                            | 3/2−       |                                       |                                 |
| 73Kr        | 36                  | 37                  | 72,939289(7)        | 28,6(6) s                 | β+, p (,68%)     | 72Se                                            | 3/2−       |                                       |                                 |
| 73mKr       | 433,66(12) keV      | 433,66(12) keV      | 433,66(12) keV      | 107(10) ns                |                  |                                                 | (9/2+)     |                                       |                                 |
| 74Kr        | 36                  | 38                  | 73,9330844(22)      | 11,50(11) perc            | β+               | 74Br                                            | 0+         |                                       |                                 |
| 75Kr        | 36                  | 39                  | 74,930946(9)        | 4,29(17) perc             | β+               | 75Br                                            | 5/2+       |                                       |                                 |
| 76Kr        | 36                  | 40                  | 75,925910(4)        | 14,8(1) óra               | β+               | 76Br                                            | 0+         |                                       |                                 |
| 77Kr        | 36                  | 41                  | 76,9246700(21)      | 74,4(6) perc              | β+               | 77Br                                            | 5/2+       |                                       |                                 |
| 78Kr        | 36                  | 42                  | 77,9203648(12)      | Látszólag stabil          | Látszólag stabil | Látszólag stabil                                | 0+         | 0,00355(3)                            |                                 |
| 79Kr        | 36                  | 43                  | 78,920082(4)        | 35,04(10) óra             | β+               | 79Br                                            | 1/2−       |                                       |                                 |
| 79mKr       | 129,77(5) keV       | 129,77(5) keV       | 129,77(5) keV       | 50(3) s                   |                  |                                                 | 7/2+       |                                       |                                 |
| 80Kr        | 36                  | 44                  | 79,9163790(16)      | Stabil                    | Stabil           | Stabil                                          | 0+         | 0,02286(10)                           |                                 |
| 81Kr        | 36                  | 45                  | 80,9165920(21)      | 2,29(11)·105 év           | EC               | 81Br                                            | 7/2+       |                                       |                                 |
| 81mKr       | 190,62(4) keV       | 190,62(4) keV       | 190,62(4) keV       | 13,10(3) s                | IT (99,975%)     | 81Kr                                            | 1/2−       |                                       |                                 |
| 81mKr       | 190,62(4) keV       | 190,62(4) keV       | 190,62(4) keV       | 13,10(3) s                | EC (0,025%)      | 81Br                                            | 1/2−       |                                       |                                 |
| 82Kr        | 36                  | 46                  | 81,9134836(19)      | Stabil                    | Stabil           | Stabil                                          | 0+         | 0,11593(31)                           |                                 |
| 83Kr        | 36                  | 47                  | 82,914136(3)        | Stabil                    | Stabil           | Stabil                                          | 9/2+       | 0,11500(19)                           |                                 |
| 83m1Kr      | 9,4053(8) keV       | 9,4053(8) keV       | 9,4053(8) keV       | 154,4(11) ns              | 7/2+             |                                                 |            |                                       |                                 |
| 83m2Kr      | 41,5569(10) keV     | 41,5569(10) keV     | 41,5569(10) keV     | 1,83(2) h                 | IT               | 83Kr                                            | 1/2−       |                                       |                                 |
| 84Kr        | 36                  | 48                  | 83,911507(3)        | Stabil                    | Stabil           | Stabil                                          | 0+         | 0,56987(15)                           |                                 |
| 84mKr       | 3236,02(18) keV     | 3236,02(18) keV     | 3236,02(18) keV     | 1,89(4) µs                |                  |                                                 | 8+         |                                       |                                 |
| 85Kr        | 36                  | 49                  | 84,9125273(21)      | 10,776(3) a               | β−               | 85Rb                                            | 9/2+       |                                       |                                 |
| 85m1Kr      | 304,871(20) keV     | 304,871(20) keV     | 304,871(20) keV     | 4,480(8) h                | β− (78,6%)       | 85Rb                                            | 1/2−       |                                       |                                 |
| 85m1Kr      | 304,871(20) keV     | 304,871(20) keV     | 304,871(20) keV     | 4,480(8) h                | IT (21,4%)       | 85Kr                                            | 1/2−       |                                       |                                 |
| 85m2Kr      | 1991,8(13) keV      | 1991,8(13) keV      | 1991,8(13) keV      | 1,6(7) µs [1,2(+10−4) µs] |                  |                                                 | (17/2+)    |                                       |                                 |
| 86Kr        | 36                  | 50                  | 85,91061073(11)     | Látszólag stabil          | Látszólag stabil | Látszólag stabil                                | 0+         | 0,17279(41)                           |                                 |
| 87Kr        | 36                  | 51                  | 86,91335486(29)     | 76,3(5) perc              | β−               | 87Rb                                            | 5/2+       |                                       |                                 |
| 88Kr        | 36                  | 52                  | 87,914447(14)       | 2,84(3) óra               | β−               | 88Rb                                            | 0+         |                                       |                                 |
| 89Kr        | 36                  | 53                  | 88,91763(6)         | 3,15(4) perc              | β−               | 89Rb                                            | 3/2(+#)    |                                       |                                 |
| 90Kr        | 36                  | 54                  | 89,919517(20)       | 32,32(9) s                | β−               | 90mRb                                           | 0+         |                                       |                                 |
| 91Kr        | 36                  | 55                  | 90,92345(6)         | 8,57(4) s                 | β−               | 91Rb                                            | 5/2(+)     |                                       |                                 |
| 92Kr        | 36                  | 56                  | 91,926156(13)       | 1,840(8) s                | β− (99,96%)      | 92Rb                                            | 0+         |                                       |                                 |
| 92Kr        | 36                  | 56                  | 91,926156(13)       | 1,840(8) s                | β−, n (0,033%)   | 91Rb                                            | 0+         |                                       |                                 |
| 93Kr        | 36                  | 57                  | 92,93127(11)        | 1,286(10) s               | β− (98,05%)      | 93Rb                                            | 1/2+       |                                       |                                 |
| 93Kr        | 36                  | 57                  | 92,93127(11)        | 1,286(10) s               | β−, n (1,95%)    | 92Rb                                            | 1/2+       |                                       |                                 |
| 94Kr        | 36                  | 58                  | 93,93436(32)#       | 210(4) ms                 | β− (94,3%)       | 94Rb                                            | 0+         |                                       |                                 |
| 94Kr        | 36                  | 58                  | 93,93436(32)#       | 210(4) ms                 | β−, n (5,7%)     | 93Rb                                            | 0+         |                                       |                                 |
| 95Kr        | 36                  | 59                  | 94,93984(43)#       | 114(3) ms                 | β−               | 95Rb                                            | 1/2(+)     |                                       |                                 |
| 96Kr        | 36                  | 60                  | 95,94307(54)#       | 80(7) ms                  | β−               | 96Rb                                            | 0+         |                                       |                                 |
| 97Kr        | 36                  | 61                  | 96,94856(54)#       | 63(4) ms                  | β−               | 97Rb                                            | 3/2+#      |                                       |                                 |
| 97Kr        | 36                  | 61                  | 96,94856(54)#       | 63(4) ms                  | β−, n            | 96Rb                                            | 3/2+#      |                                       |                                 |
| 98Kr        | 36                  | 62                  | 97,95191(64)#       | 46(8) ms                  |                  |                                                 | 0+         |                                       |                                 |
| 99Kr        | 36                  | 63                  | 98,95760(64)#       | 40(11) ms                 |                  |                                                 | (3/2+)#    |                                       |                                 |
| 100Kr       | 36                  | 64                  | 99,96114(54)#       | 10# ms [>300 ns]          |                  |                                                 | 0+         |                                       |                                 |
| 101Kr       | 36                  | 65                  | ismeretlen          | >635 ns                   | β− 2n, β− n, β−  | (a bomlási mód sorrendjében) 99Rb, 100Rb, 101Rb | ismeretlen |                                       |                                 |

1. ↑  Rövidítések:
EC: Elektronbefogás
IT: Izomer átmenet
2. ↑  A stabil izotópok félkövérrel vannak kiemelve, a majdnem stabilak (melyek felezési ideje a világegyetem koránál hosszabb) félkövér dőlttel vannak jelölve
3. ↑  A várakozások szerint β+β+ bomlással 78Se-cá alakul több mint 1,1·1020 év felezési idővel
4. ↑  Rétegvizek kormeghatározásában használják
5. 1 2 3 4  Hasadási termék
6. ↑  A várakozások szerint β−β− bomlással 86Sr-tá alakul
7. ↑  Új izotóp

## Fordítás
Ez a szócikk részben vagy egészben  az   Isotopes of krypton című angol Wikipédia-szócikk ezen változatának fordításán alapul.  Az eredeti cikk szerkesztőit annak laptörténete sorolja fel. Ez a jelzés csupán a megfogalmazás eredetét és a szerzői jogokat jelzi, nem szolgál a cikkben szereplő információk forrásmegjelöléseként.

## Külső hivatkozások
- Brookhaven National Laboratory: Krypton-101 information Archiválva 2017. október 18-i dátummal a Wayback Machine-ben

| A bróm izotópjai | A kripton izotópjai | A rubídium izotópjai |
| Izotópok listája |                     |                      |